# Mata Hari (Efendi-Lied)
Mata Hari ist ein englischsprachiger Popsong. Mit dem Titel vertrat die aserbaidschanische Sängerin Samira Efendi Aserbaidschan beim Eurovision Song Contest 2021 in Rotterdam.

## Hintergrund
Efendi sollte Aserbaidschan bereits beim Eurovision Song Contest 2020 mit dem Titel Cleopatra vertreten, jedoch wurde der Wettbewerb aufgrund der fortschreitenden COVID-19-Pandemie abgesagt. Bereits im März 2020 kündigte die Rundfunkanstalt İctimai an, dass Efendi das Land stattdessen beim kommenden Wettbewerb vertreten werde. Im Januar 2021 wurden Komponisten aufgerufen, Beiträge beim Rundfunk einzureichen.
Der Titel Mata Hari wurde von einem Autorenteam bestehend aus Amy van der Wel, Josh Earl, Luuk van Beers und Tony Cornelissen getextet und geschrieben. Die Produktion wurde von van Beers und Cornelissen in Zeeland sowie Rustam Rzaev in Baku geführt.

## Inhaltliches
Die Sängerin sagt über Mata Hari, dass es wichtig sei, über starke Frauen zu reden, da, obwohl die Welt voller Vorurteile sei, Frauen alles erreichen könnten und frauliche Stärke durch nichts vergleichbar sei. Die Geschichte von starken Frauen aus der Vergangenheit solle als Inspiration dienen, alles zu schaffen und noch größeren Erfolg zu erreichen. Frauen würden in der Gesellschaft oft mit Attributen wie Zartheit und Schwäche assoziiert, jedoch habe das Leben für einige von ihnen schwere Aufgaben bereitgestellt, die nicht jeder Mann bewältigen könne.
Zum ersten Mal in der aserbaidschanischen Geschichte beim ESC enthält der Songtext Teile in Landessprache. Hierbei handelt es sich um die im Pre-Chorus vorkommende Zeile „Yalan da mən, yanan da mən, yaman da mən“ (deutsch „Ich lüge, ich brenne, ich bin böse“). Aserbaidschan war bis dato das letzte Land beim Grand Prix, welches noch nie einen Beitrag in Landessprache entsendete. Weiterhin enthält der Pre-Chorus eine Anspielung auf Efendis vorhergehenden Wettbewerbsbeitrag Cleopatra. Der Refrain besteht aus dem Namen Mata Haris sowie aus Vokalisierungen dessen.

## Beim Eurovision Song Contest
Die Europäische Rundfunkunion kündigte am 17. November 2020 an, dass die für den 2020 abgesagten Eurovision Song Contest ausgeloste Startreihenfolge beibehalten werde. Aserbaidschan trat somit im ersten Halbfinale in der zweiten Hälfte am 18. Mai 2021 an. Am 30. März gab der Ausrichter bekannt, dass Aserbaidschan Startnummer 14 erhalten hat. Das Lied konnte sich im ersten Halbfinale des Eurovision Song Contest durchsetzen und sicherte sich damit den Auftritt im Finale. Dort erreichte es schlussendlich den 20. Platz mit insgesamt 65 Punkten. Von der Jury erhielt es 32 Punkte, von den Zuschauern deren 33.

## Rezeption
Der deutsche Blog ESC Kompakt schreibt, Mata Hari sei eine „seelenlose Aneinanderreihung von kompositorischen ESC-Erfolgskomponenten“. Kritisiert wurde, dass der Titel zu sehr dem Vorjahresbeitrag ähnele.

## Veröffentlichung
Titel und Musikvideo wurden am 15. März 2021 veröffentlicht.